# Eufrasio Loza

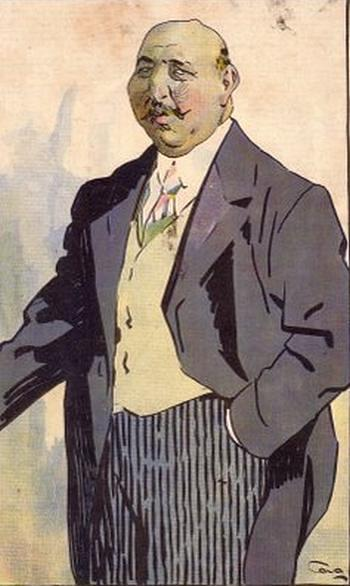
Caricatura de Eufrasio Loza por José María Cao Luaces.

Eufrasio Segundo Loza y Savid (Córdoba, 1871 - Buenos Aires, 1928) fue un político perteneciente a la  Unión Cívica Radical,  dirigente del Club Católico, abogado y profesor universitario argentino, que fue Senador provincial por el Departamento Cólon, gobernador de Córdoba, Ministro de Obras Públicas de la Nación Argentina y Vocal de la Cámara Segunda de Apelaciones en lo Civil de la Capital Federal.

## Primer gobernador radical
Era una activo militante católico perteneciente al Club Católico, que brindaba asesoramiento jurídico a la Comunidad Mercedaria. Luego de haber militado en la Unión Nacional en apoyo de la candidatura de Roque Sáenz Peña, se incorpora a las filas de la Unión Cívica Radical de Córdoba en 1914. Ese año, es elegido senador provincial por el Departamento Cólon.
El mandato del gobernador Ramón J. Cárcano se apaga y el radicalismo consagra a Loza como candidato a la gobernación. En los comicios del 14 de noviembre de 1915, Loza triunfa con 35.952 votos contra 32.774 del candidato del Partido Demócrata de Córdoba, Juan F. Cafferatta. El 17 de mayo de 1916 el radicalismo accede por primera vez al gobierno de Córdoba.

### Las corrientes de pensamiento en el radicalismo cordobés
La Unión Cívica Radical llega al poder en 1916 y se afianza como un "partido de masas"; pero de inmediato surgen visiones, tensiones y fracciones opuestas que repercuten en la vida política del propio radicalismo. En esta diversidad de ideas y de posiciones, se destacan cuatro corrientes:
a) "Los principistas", que responden a las ideas liberales expuestas por Pedro C. Molina en su polémica con Yrigoyen de 1909, propician la formación de un partido político sobre una base doctrinaria (el liberalismo), en oposición a toda forma de personalismos o estructuras concebidas alrededor de figuras carismáticas. Edte último sector tendría su correlato nacional con los grupos antipersonalistas opuestos a Yrigoyen.
b) "los católicos", que responden a los mandatos eclesiásticos y se oponen a las reformas laicas introducidas desde 1880, aceptando una visión de la sociedad como estamentos jerárquicos controlada por una élite dirigente. Descalificaban a las mayorías y apoyaban un sistema de voto calificado o restringido. A su vez, rechazan la influencia de los nuevos ciudadanos argentinos (inmigrantes europeos provenientes de las clases bajas) a quienes ven como "anarquistas" y "ateos".
c) "los radicales rojos", pretendían, según la declaración del Comité Central en 1920, la modernización del partido y del gobierno provincial. Por ello exigían terminar con el nepotismo y el autoritarismo.
Cuando constituyen la Unión Cívica Radical de Córdoba de 1917 amplían esos postulados acercándose a "los principistas" en temas sociales 
d)"los yrigoyenistas"o "radicales azules", liderados por Elpidio González, que había rehusado ser candidato a gobernador en 1912.

### Gobernación de Córdoba
Loza nombra como Ministros secretarios a Juan Barrera, en Gobierno; Horacio Martínez en Hacienda; y Herminio Capdevila, en Obras Públicas. Todos ellos, al igual que Loza, identificados con el pensamiento conservador dominante, son llamados "nuevos radicales" en los comités seccionales.
Las duras internas en el seno del partido gobernante llevaron a la parálisis del gobierno. A menos de un año en el gobierno, el radicalismo perdió la elección de renovación de senadores provinciales en marzo de 1917.
Las fricciones internas en el seno del partido gobernante, entre "Radicales rojos" y "radicales azules", impidieron al mandatario concretar una obra transformadora. El castigo popular no se hizo esperar. A menos de un año en el gobierno, el radicalismo perdió la elección de renovación de senadores provinciales el 25 de marzo de 1917. Las apasionadas confrontaciones dentro del oficialismo y la derrota electoral motivaron al gobernador Loza a presentar su renuncia. La misma fue entregada a la legislatura, que la aceptó el 19 de mayo de 1917.
El hasta entonces vicegobernador Julio C. Borda, asumió la primera magistratura cordobesa para completar el mandato hasta el 17 de mayo de 1919.